# اثبات الوصیه
اثبات الوصیة للامام علی بن ابی‌طالب اثر علی بن حسین مسعودی کتابی حدیثی، تاریخی و کلامی و در دفاع از اعتقادات کلامی شیعه است. نجاشی نویسندهٔ کتاب را علی بن حسین مسعودی، صاحب کتاب مروج الذهب دانسته‌است. اما رسول جعفریان با توجه به این‌که شیوهٔ نگارش دو کتاب متفاوت است، این نظر را رد می‌کند و می‌گوید تنها درصورت یافتن شخصی با همین نام در میان علمای شیعه و معاصر با او، انتساب کتاب به مسعودی مورخ باطل است.